# Amaurobiidae
Amaurobiidae Thorell, 1870 è una famiglia di ragni appartenente all'infraordine Araneomorphae.

## Etimologia
Il nome deriva dal greco ἁμαυρός, amauròs, cioè indistinto, difficile a vedersi, oscuro e βίος, bìos, cioè vita, in pratica che vive nascosto, che tende a nascondersi, ed il suffisso -idae, che designa l'appartenenza ad una famiglia.

## Comportamento
Sono noti per avere la ragnatela alquanto contorta e aggrovigliata, tanto da essere difficile a notarsi nell'intrico dei ramoscelli e avente vagamente la forma di imbuto. Per una corretta identificazione va considerato il cribellum di media grandezza dall'aspetto simile a quello dei ragni della famiglia Agelenidae, da cui se ne differenziano per le gambe più corte e per le filiere di dimensioni più piccole.

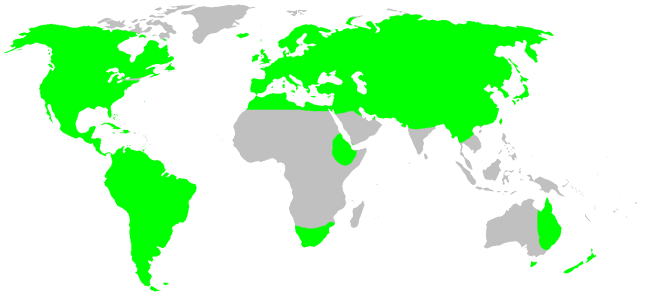
Amaurobiidae, distribuzione

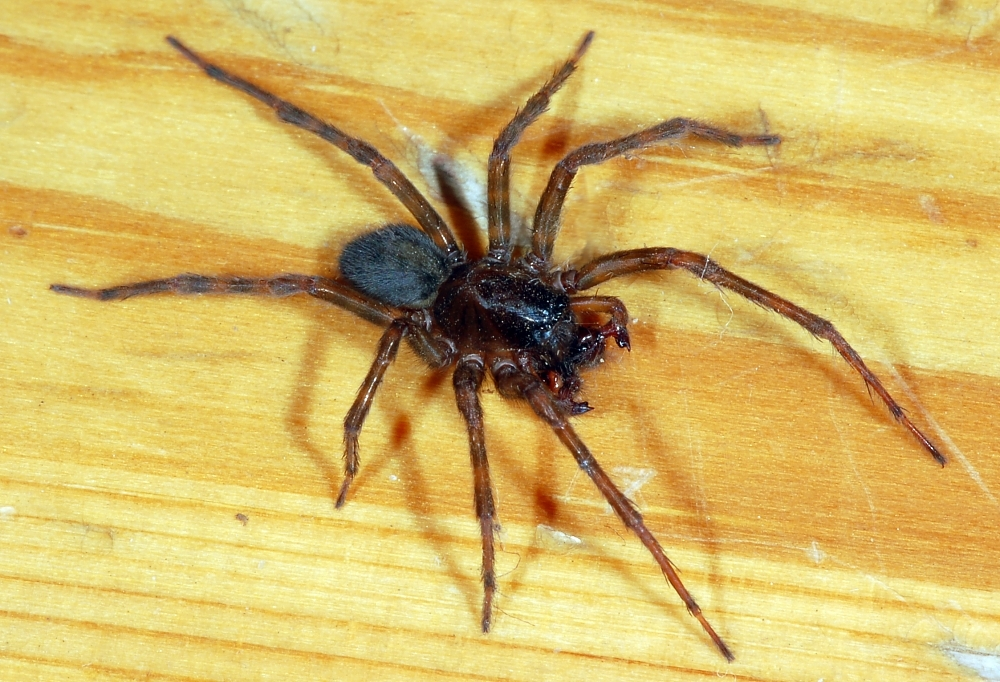
Amaurobiuss ferox

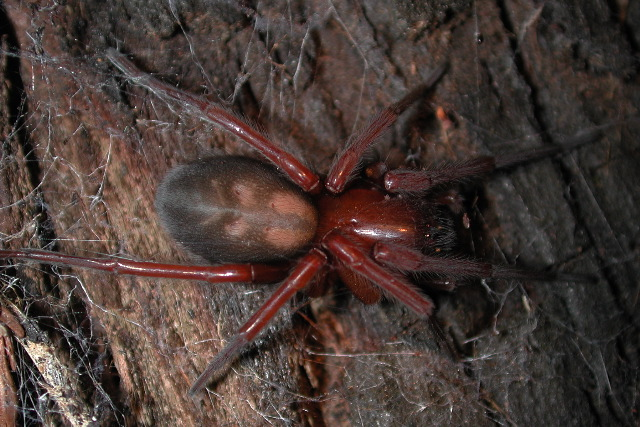
Callobius sp.

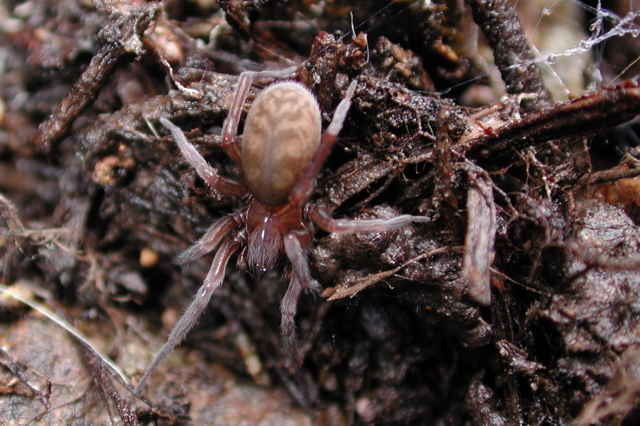
Pimus sp.

## Distribuzione
Diffusi nelle Americhe, in tutta l'Asia ad eccezione dell'India, della Penisola indocinese e di parte della penisola araba; in Marocco, Algeria, Libia, Etiopia e Repubblica Sudafricana; in Australia occidentale e Nuova Zelanda.

## Tassonomia
Attualmente, a novembre 2020, si compone di 49 generi e 275 specie:
1. Altellopsis Simon, 1905 - Argentina
2. Amaurobius C. L. Koch, 1837 - Regione olartica, USA, dall'Europa all'Asia centrale, Etiopia
3. Anisacate Mello-Leitão, 1941 - Argentina, Cile
4. Arctobius Lehtinen, 1967 - Regione olartica
5. Auhunga Forster & Wilton, 1973 - Nuova Zelanda
6. Auximella Strand, 1908 - Brasile, Perù, Ecuador
7. Callevopsis Tullgren, 1902 - Cile, Argentina
8. Callobius Chamberlin, 1947 - USA, Canada, Messico, Giappone, Corea
9. Cavernocymbium Ubick, 2005 - USA
10. Chresiona Simon, 1903 - Sudafrica
11. Chumma Jocqué, 2001[2] - Sudafrica, Lesotho
12. Cybaeopsis Strand, 1907 - USA, Canada, Russia, Giappone
13. Dardurus Davies, 1976 - Queensland, Nuovo Galles del Sud
14. Daviesa Koçak & Kemal, 2008 - Queensland
15. Emmenomma Simon, 1884 - isole Falkland, Cile, Argentina
16. Hicanodon Tullgren, 1901 - Cile, Argentina
17. Himalmartensus Wang & Zhu, 2008 - Nepal
18. Livius Roth, 1967 - Cile
19. Macrobunus Tullgren, 1901 - Cile, Argentina, Sudafrica
20. Malenella Ramírez, 1995[3] - Cile
21. Maloides Forster & Wilton, 1989 - Nuova Zelanda
22. Muritaia Forster & Wilton, 1973 - Nuova Zelanda
23. Naevius Roth, 1967 - Perù, Argentina, Bolivia
24. Neoporteria Mello-Leitão, 1943 - Cile
25. Neuquenia Mello-Leitão, 1940 - Argentina
26. Obatala Lehtinen, 1967 - Sudafrica
27. Otira Forster & Wilton, 1973 - Nuova Zelanda, Queensland, Tasmania
28. Ovtchinnikovia Marusik, Kovblyuk & Ponomarev, 2010 - Russia
29. Oztira Milledge, 2011 - Australia, Tasmania
30. Parazanomys Ubick, 2005 - USA
31. Pimus Chamberlin, 1947 - USA
32. Pseudauximus Simon, 1902 - Sudafrica
33. Retiro Mello-Leitão, 1915 - Brasile, Ecuador, Venezuela, Colombia
34. Rhoicinaria Exline, 1950 - Colombia, Ecuador
35. Rubrius Simon, 1887 - Cile, Argentina
36. Storenosoma Hogg, 1900 - Queensland, Victoria, Nuovo Galles del Sud
37. Taira Lehtinen, 1967 - Cina, Giappone
38. Tasmabrochus Davies, 2002 - Tasmania
39. Tasmarubrius Davies, 1998 - Tasmania
40. Teeatta Davies, 2005 - Tasmania
41. Tugana Chamberlin, 1948 - Cuba, Hispaniola
42. Tymbira Mello-Leitão, 1944 - Argentina
43. Urepus Roth, 1967 - Perù
44. Virgilus Roth, 1967 - Ecuador
45. Wabarra Davies, 1996 - Queensland
46. Waitetola Forster & Wilton, 1973 - Nuova Zelanda
47. Yacolla Lehtinen, 1967 - Brasile
48. Yupanquia Lehtinen, 1967 - Argentina
49. Zanomys Chamberlin, 1948 - USA, Canada

### Generi trasferiti, inglobati, non più in uso
- Alloclubionoides Paik, 1992[4]
- Bakala Davies, 1990[5] - Queensland (Australia)
- Coronilla Wang, 1994[6]
- Jamara Davies, 1995[7] - Queensland
- Malala Davies, 1993[8]
- Manjala Davies, 1990[5] - Queensland
- Midgee Davies, 1995[7] - Queensland, Nuovo Galles del Sud
- Pakeha Forster & Wilton, 1973[9] - Nuova Zelanda, isole Snares
- Paravoca Forster & Wilton, 1973[9] - Nuova Zelanda
- Poaka Forster & Wilton, 1973[5] - Nuova Zelanda